# Бабушкин, Александр Семёнович (финансист)
Алекса́ндр Семёнович Ба́бушкин (14 ноября 1901, Вараксино, Царевококшайский уезд, Казанская губерния, Российская империя ― 7 ноября 1993, Йошкар-Ола, Марий Эл, Россия) ― советский финансист. Заместитель министра финансов Марийской АССР (1943―1966). Кавалер ордена Ленина (1954). Член КПСС с 1954 года.

## Биография
Родился 14 ноября 1901 года в деревне Вараксино (ныне ― г. Йошкар-Ола) Царевококшайского уезда Казанской губернии в семье крестьян-середняков.
В 1918 году окончил Высшее городское училище, в 1920 году ― 2 курса педагогических курсов в г. Краснококшайске.
С 1923 года ― счетовод Марийского областного финансового отдела.
В 1943―1966 годах ― начальник бюджетного отдела ― заместитель министра финансов Марийской АССР.
В 1954 году вступил в КПСС.   
Награждён орденами Ленина, Трудового Красного Знамени, несколькими медалями и Почётной грамотой Президиума Верховного Совета РСФСР. 
Скончался 7 ноября 1993 года в г. Йошкар-Оле.

## Награды
- Орден Ленина (1954)[1]
- Орден Трудового Красного Знамени (1952)[1]
- Медаль «За трудовую доблесть» (1946)[1]
- Медаль «За трудовое отличие» (1951)[1]
- Медаль «За доблестный труд. В ознаменование 100-летия со дня рождения Владимира Ильича Ленина» (1970)[1]
- Почётная грамота Президиума Верховного Совета РСФСР (1960)[1]